# Günther Neefs
Pour les articles homonymes, voir Neefs.
Günther Neefs, né le 21 septembre 1965 à Malines, est un chanteur flamand. 

## Biographie
Günther Neefs est le fils de Louis Neefs et Connie Neefs est sa tante.

## Discographie
- Swing Is The Thing (2002)
- Bij Jou (2000)
- The Love Album (1999)
- Special Request II (1997)
- Special Request I (1996)
- Tien Miljoen Dingen (1994)
- Stop De Tijd (1993)
- Hier In Dit Land(1991)